# Советская улица (Кострома)
Советская улица — улица в исторической части Костромы. Проходит от Сусанинской площади лучом, подобно улицам Симановского, Ленина, Свердлова, Шагова, проспектам Мира и Текстильщиков, идёт на юго-восток и за улицей Титова переходит в Кинешемское шоссе.

## История
Историческое название — Русина улица — дано по находившейся здесь Русиновой слободе, с начала XIV века места компактного проживания находившихся на русской военной службе русинов.
Деревянная застройка улицы почти полностью погибла в пожаре 1773 года, и на плане города 1784 года эта улица, спрямлённая и сдвинутая в сторону Волги, показана как главная улица Костромы. Первый квартал улицы представляет собой каменную застройку 1780-х годов. На перекрёстке с улицей Чайковского стоит дом прокурора Казаринова, который перешёл во владение дворянам Карповым. В 1814 году дом был перестроен, и в нём располагался театр. На перекрёстке с Горной улицей стоит дом, в котором размещалась Ремесленная управа. По левую сторону от начала Советской улицы стоят каменные дома №9-17, в которых жили богатые купцы и мещане, а в доме №9 жили костромские кузнецы братья Гожевы. Дом №13 был построен купцом Сметаниным и использовался как постоялый двор. Напротив дома №38 стоял Гагарин пруд, который сейчас засыпан. В доме №39 жил известный костромской революционер-большевик Яков Михайлович Свердлов, в честь которого названа улица в Костроме и в 1965 году поставлен памятник в сквере на площади Конституции.
В 2020 году было объявлено о планах по размещению в 2021 году на домах, расположенных в исторической части города, табличек с дореволюционными и современными названиями улиц, в том числе Советской улицы.
До 1938 года Советская улица заканчивалась в районе бывшей Воскресенской горы, сейчас здесь находятся улицы Ивана Сусанина (раньше называлась Лазаревская), и Подлипаева (бывшая Воскресенская). Далее шёл мост через Чёрную речку, тракт в Нижний Новгород, а справа находилась деревня Поземово или Чёрная. К ней примыкало Лазаревское кладбище. Этот район назывался Замостьем. Кстати, на этом месте по приговору суда был казнён известный революционер Константин Никитич Козуев, в честь которого названа улица в Костроме. Сейчас здесь стоит тюремный замок[уточнить] по правой стороне улицы, который был построен в 1810 году и заключён в ажурную решётку. А в 1938 году здесь были основаны Площадь Конституции и Привокзальная площадь и они были включены в Советскую улицу. Строительство этого участка шло уже в 1950-е годы. Вправо от улицы Советской шла Лагерная улица, которая получила название в честь военных лагерей, которые были на этой улице. А раньше она называлась Загородной в конце Русиной. Берёзовая роща, которая раньше находилась на этом участке, была частично вырублена под строительство современных зданий. А на Петрковском бульваре, который начинался от улицы Советской и шёл до стадиона «Спартак», размещалась фабрика «Ременная тесьма». Раньше здесь была льнопрядильная фабрика Царевского, потом обувная фабрика, отчего здесь был посёлок Красный обувщик. Также были построены улицы Гагарина (бывшая Глазковская) и Титова. Улица заканчивалась у моста через линию железной дороги и переходила в Кинешемское шоссе. Последнее получило название по дороге, которая вела на Кинешму. Кстати, из-за этого Советская улица носила название Кинешемской.
В 2019 году начали восстанавливать колокольню Ильинского храма.

## Достопримечательности

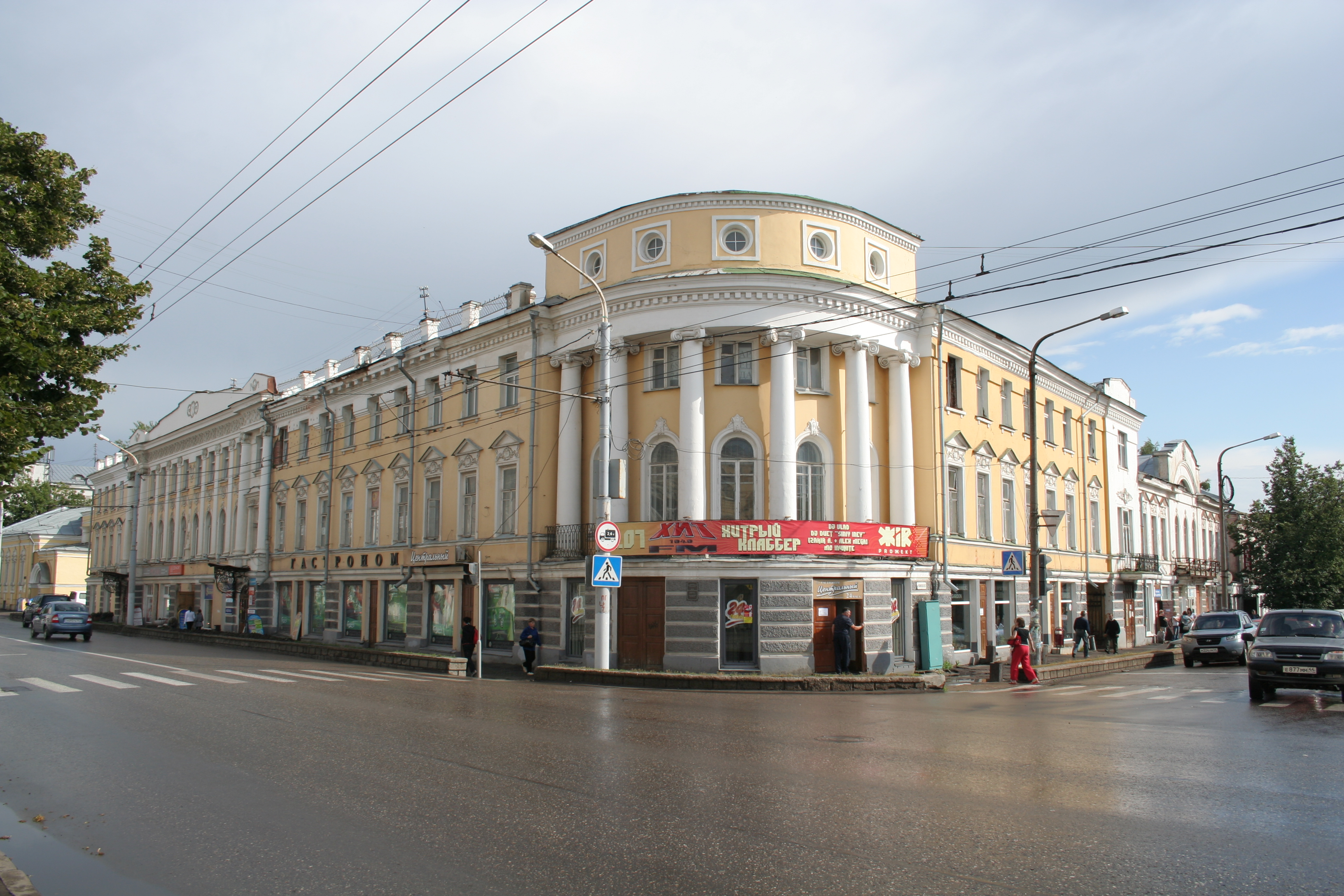
бывший дом П. Я. Казаринова

д. 2/1 — бывший дом П. Я. Казаринова
д. 4 — Церковь Илии Пророка на Русиной улице
д. 6 — Дом связи (1930-е, конструктивизм)
д. 7 — Музей ювелирного искусства
д. 8Б — Дом П. С. Иванова
д. 12А — Музей чайника
д. 23 — Областной дом народного творчества
д. 77 - Здание 1-й городской больницы, в начале XIX века здесь располагался частный Костромской театр.

## Известные жители
- д. 2/1 — Б. М. Волин, К. К. Юренёв.
- д. 20 — Ян Кульпе, председатель Костромского губЧК с 1918 по 1923 годы[3]. Улица Яна Кульпе (старое название улицы) идёт от улицы Крупской к пустырю и песчаному карьеру, где губЧК расстреливал людей[3].